# Hồ Nicaragua
Hồ Nicaragua hay  Cocibolca, Granada (tiếng Tây Ban Nha: Lago de Nicaragua, Lago Cocibolca, Mar Dulce, Gran Lago, Gran Lago Dulce, Lago de Granada) là một hồ nước ngọt ở Nicaragua. Với diện tích 8.264 km2 (3.191 dặm vuông Anh), đây là hồ nước ngọt lớn nhất Trung Mỹ, lớn thứ 19 thế giới (theo diện tích) và lớn thứ 9 châu Mỹ, hơi nhỏ hơn hồ Titicaca. Ở độ cao 32,7 mét (107 ft) trên mực nước biển, nó đạt độ sâu 26 mét (85 ft).